# Eclipse (du thuyền)
Eclipse là một chiếc du thuyền máy sang trọng được đóng bởi Blohm + Voss ở Hamburg, Đức. Nội thất và ngoại thất được thiết kế bởi Terence Disdale, thiết kế và kiến trúc sư của du thuyền là Francis Design. Du thuyền này được giao cho doanh nhân người Nga Roman Abramovich vào 09 tháng 12 năm 2010. Dài 162,5 mét (533 ft 2 in), Eclipse là du thuyền tư nhân lớn nhất trên thế giới, cho đến khi chiếc Azzam, dài hơn 17,3 mét (56 ft 9 in), hạ thủy vào tháng Tư, năm 2013. Chi phí của du thuyền được ước tính khoảng 340 triệu €. Thêm những phần khác như tàu ngầm và hệ thống chống hỏa tiễn nó có thể tốn tới 850 triệu Euro.